# Wilmot (Nuevo Brunswick)
Wilmot es una parroquia canadiense situada en la provincia de Nuevo Brunswick.

## Superficie
Wilmot tiene una superficie de 191,4 km².

## Demografía
En 2021, tenía 969 habitantes, una densidad poblacional de 5,1 hab./km², y 412 viviendas.